# Liste von Kunstwerken im öffentlichen Raum im Kreis Unna

Kreis Unna

Die Liste von Kunstwerken im öffentlichen Raum im Kreis Unna gibt einen Überblick über Kunst im öffentlichen Raum im Kreis Unna, darunter Skulpturen, Plastiken, Landmarken und weitere Kunstwerke in Bergkamen, Bönen, Fröndenberg, Holzwickede, Kamen, Lünen, Schwerte, Selm, Unna und Werne. Es besteht kein Anspruch auf Vollständigkeit.

## Überblick
- Liste von Kunstwerken im öffentlichen Raum in Bergkamen
- Liste von Kunstwerken im öffentlichen Raum in Bönen
- Liste von Kunstwerken im öffentlichen Raum in Fröndenberg
- Liste von Kunstwerken im öffentlichen Raum in Holzwickede
- Liste von Kunstwerken im öffentlichen Raum in Kamen
- Liste von Kunstwerken im öffentlichen Raum in Lünen
- Liste von Kunstwerken im öffentlichen Raum in Schwerte
- Liste von Kunstwerken im öffentlichen Raum in Selm
- Liste von Kunstwerken im öffentlichen Raum in Unna
- Liste von Kunstwerken im öffentlichen Raum in Werne